# Chińczyk (powieść)
Chińczyk (szw. Kinesen) – powieść społeczno-kryminalna z 2008, autorstwa szwedzkiego pisarza Henninga Mankella. Jej polskie wydanie ukazało się w roku 2009 nakładem wydawnictwa WAB w tłumaczeniu Ewy Wojciechowskiej.

## Fabuła

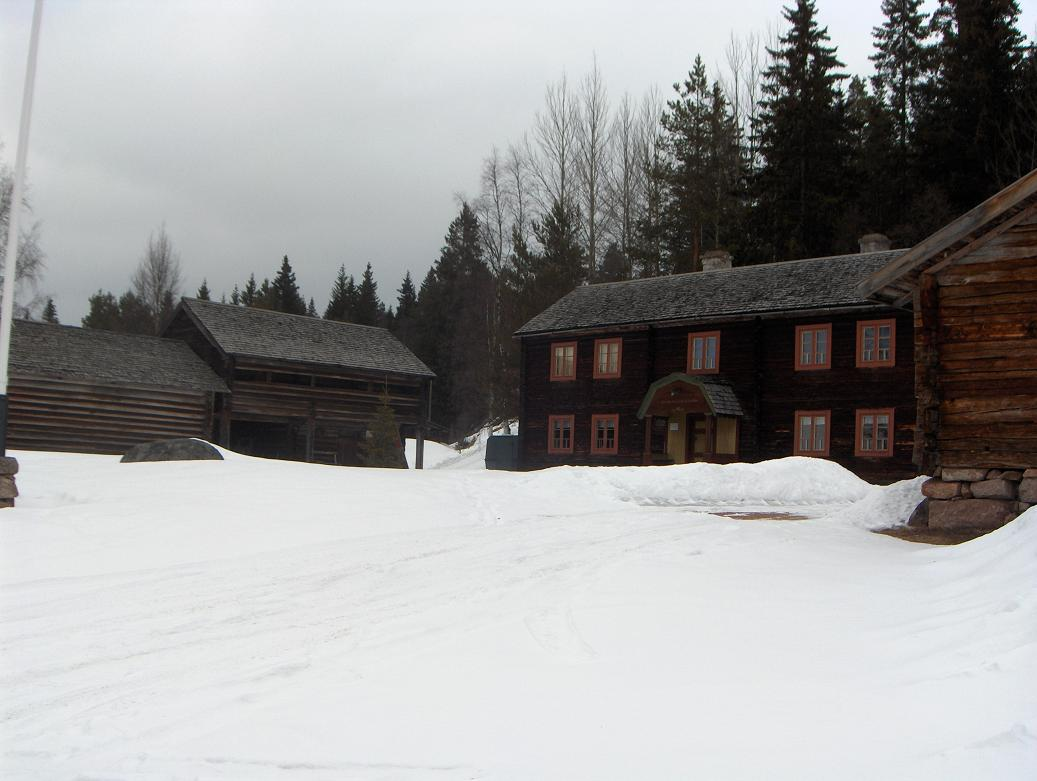
Gospodarstwo w Härjedalen - w podobnych dokonano morderstw

Akcja rozpoczyna się w styczniu 2006. W odludnej wiosce Hesjövallen w Härjedalen zostają zamordowani prawie wszyscy mieszkańcy (w większości starcy). Ze sprawą przypadkowo związana jest Birgitta Roslin - wieloletni sędzia z Helsingborgu, która prowadzi w tej sprawie własne, równoległe z policyjnym, prywatne śledztwo (z ramienia policji zagadkę rozwiązują Vivi Sundberg i Erik Huddén). Ślady wskazują na udział w sprawie pewnego Chińczyka, co jest powodem wyjazdu Roslin do Pekinu. Tam poznaje twardą komunistkę, wierną ideałom Mao Zedonga - Hong Qui, a także jej brata, zwolennika kapitalistycznych reform - Ya Ru. W powieści istotny jest wątek rozliczeniowy - ze swoją przeszłością zmaga się pokolenie Roslin, w młodości związane z bardzo radykalnymi organizacjami maoistycznymi działającymi aktywnie w Szwecji. Retrospekcje sięgają też do Chin XIX wieku oraz Stanów Zjednoczonych tego okresu, do których sprzedawano porwanych chińskich robotników, by niewolniczo pracowali przy budowie linii kolejowych. Istnieją też nawiązania do współczesnej ekspansji chińskiej w Afryce.